# フランシス・スコット (1721-1750)

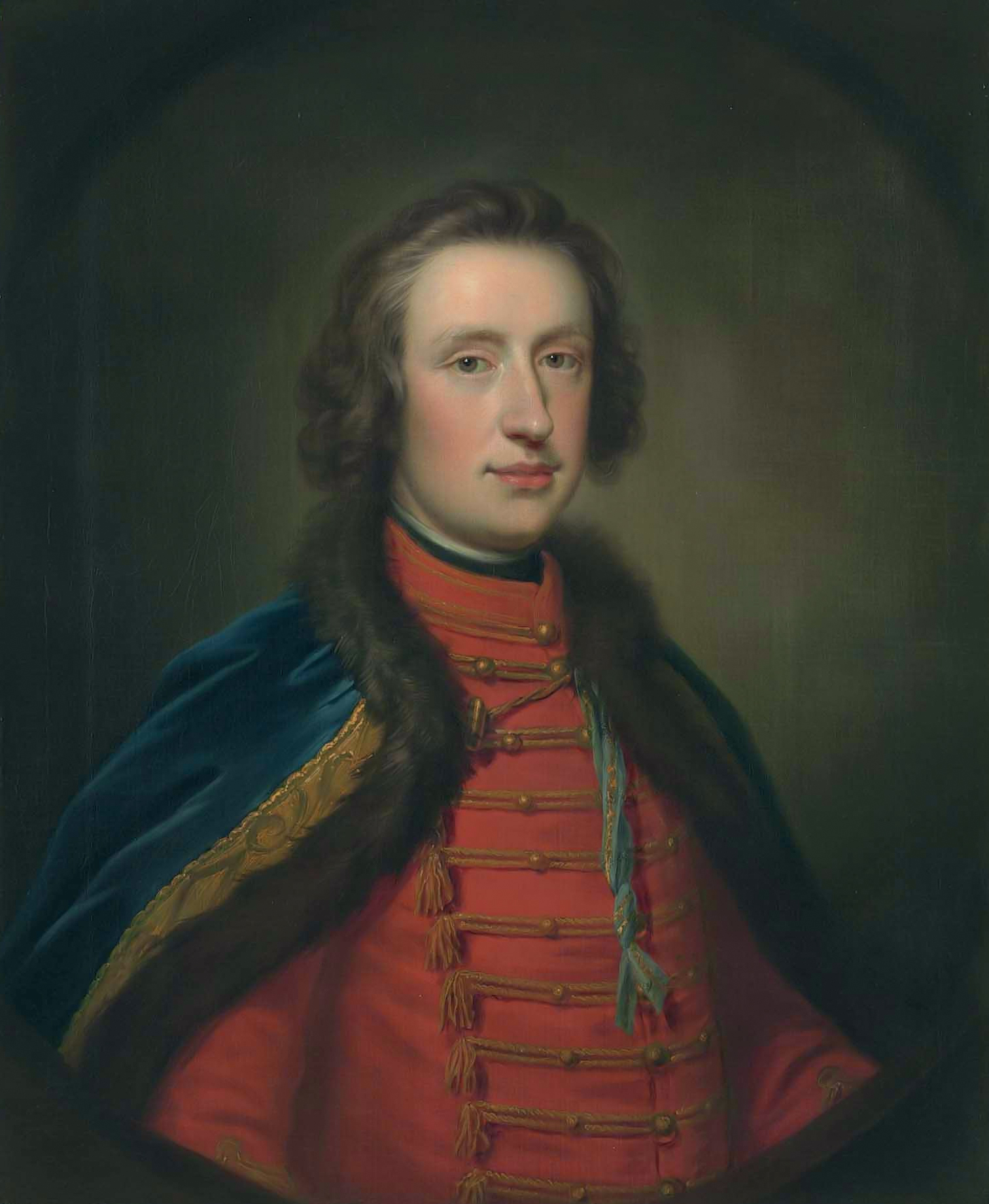
トマス・バードウェルによる肖像画、1747年。

ダルキース伯爵フランシス・スコット（英語: Francis Scott, Earl of Dalkeith、1721年2月19日 – 1750年4月1日）は、グレートブリテン王国の政治家。

## 生涯
第2代バクルー公爵フランシス・スコットとジェーン・ダグラス（1701年 – 1729年、第2代クイーンズベリー公爵ジェイムズ・ダグラスの娘）の息子として、1721年2月19日に生まれ、3月18日にセント・マーティン・イン・ザ・フィールズで洗礼を受けた。1732年よりイートン・カレッジで教育を受けた後、1739年10月27日にオックスフォード大学クライスト・チャーチに入学、1742年1月26日にM.A.の学位を修得した。
1746年4月にバラブリッジ選挙区の補欠選挙で当選して庶民院議員に就任、翌年の総選挙でも再選した。
1749年、ケンブリッジ大学よりLL.D.の学位を授与された。
1750年4月1日に天然痘により死去、ダルキースで埋葬された。

## 家族
1742年10月2日、キャロライン・キャンベル（1717年 – 1794年、第2代アーガイル公爵ジョン・キャンベルの娘）と結婚、4男2女をもうけた。
- キャロライン（1743年10月1日 – 1753年12月10日）
- ジョン（1745年1月3日 – 1749年1月31日）
- ヘンリー（1746年 – 1812年） - 第3代バクルー公爵
- キャンベル（1747年10月17日 – 1766年10月18日）
- ジェームズ（1748年3月1日 – 1758年1月17日）
- フランシス（英語版）（1750年 – 1817年） - 1783年5月13日、初代ダグラス男爵アーチボルド・ダグラス（英語版）と結婚、子供あり